# U-Bahnhof Paulsternstraße

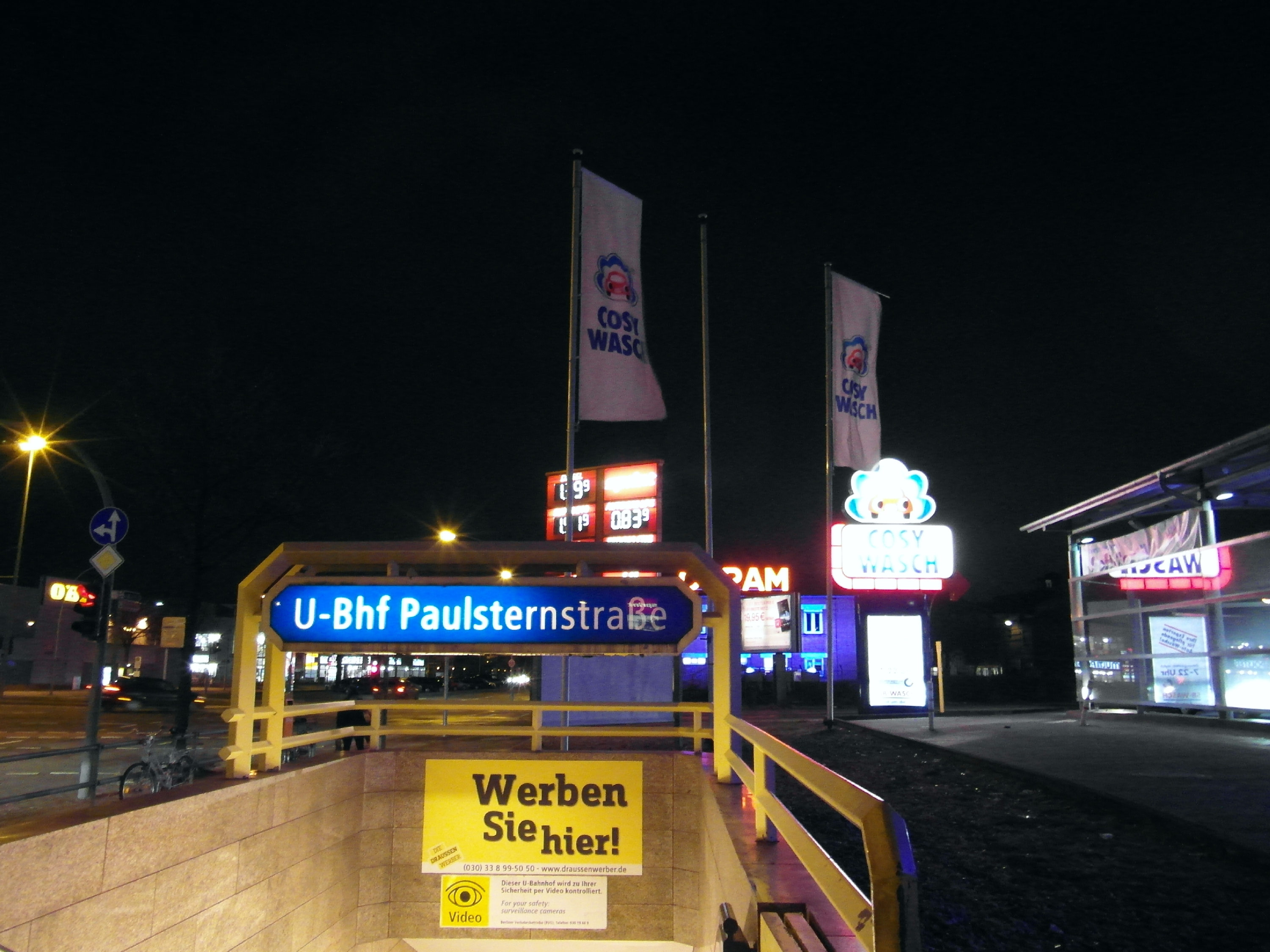
Bahnhofseingang in der Nonnendammallee

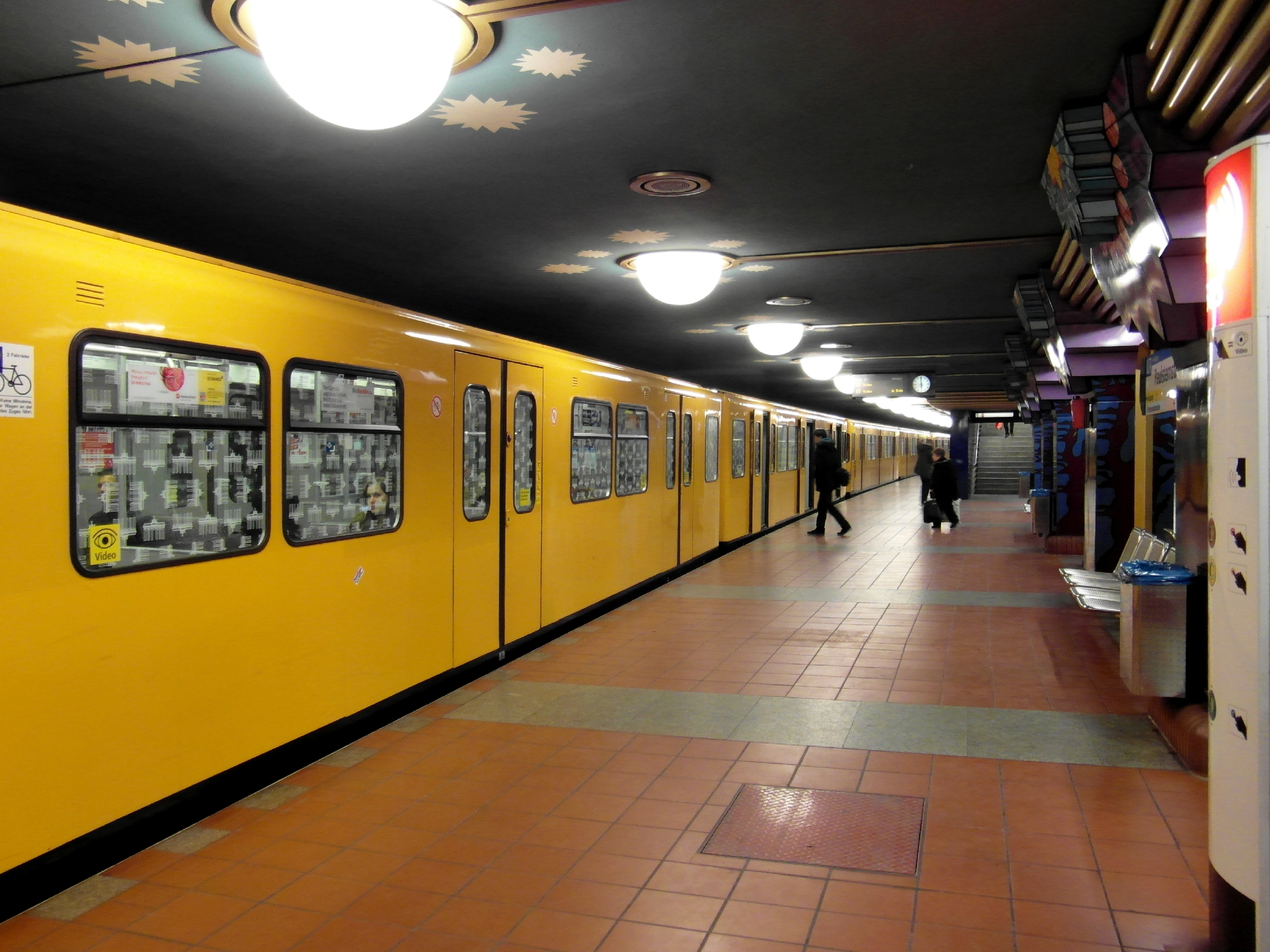
Bahnsteig

Der U-Bahnhof Paulsternstraße ist eine Station der Berliner U-Bahn-Linie U7 im Ortsteil Haselhorst. Er wurde am 1. Oktober 1984 im Zuge der Verlängerung nach Rathaus Spandau eröffnet und liegt unter der Kreuzung Paulsternstraße/Nonnendammallee, wodurch er seinen Namen erhielt. Der Bahnhof, der im Bahnhofsverzeichnis der BVG unter dem Kürzel P verzeichnet ist, besitzt zwar eine Rolltreppe, aber keinen Aufzug, sodass er als „nicht barrierefrei“ bezeichnet wird. Der Name Paulstern geht auf einen ehemaligen Gasthof am Nonnendamm zurück.
Der U-Bahnhof Paulsternstraße wurde, wie die meisten Berliner U-Bahn-Nachkriegs-Neubauten, vom Architekten Rainer G. Rümmler entworfen. Da Rümmler zur Zeit des Entwurfes an der Oberfläche keine Anreize für eine Gestaltung des U-Bahnhofs fand, orientierte er sich bei seinem Entwurf an der Geschichte des Ortes. Hier fand er das Große Rohrbruch, ein Niederungsgebiet am ehemaligen Verlauf der Spree, einen Kiefernwald, der sich einst von hier bis zur Jungfernheide erstreckte, und die historische Gemarkungsbezeichnung Sternfelde. Hieraus filterte er Begriffe wie Stern, Luchlandschaft, Wald, Bäume und einsamer Falter. Diese wiederum setzte er in Architektur um. So wurden die Mittelstützen des Bahnhofs zu Bäumen und die Sockel der Wände mit Schilf und Gras zu einer Luchlandschaft. An einen dunklen Himmel setzte Rümmler Sterne und einen „kalten Mond“, die einen Nachtfalter bescheinen.
Der Bahnhof Paulsternstraße gilt, im Vergleich mit anderen Bahnhöfen, aber auch auf der 1980 und 1984 eröffneten Strecke Richard-Wagner-Platz – Rathaus Spandau als hervorstechendes Beispiel der rümmlerschen Architektur. Der U-Bahn-Kritiker Jan Gympel moniert beim Bahnhof Paulsternstraße besonders die „entgegenspringenden Kapitelle […] auf knubbeligen Stützverkleidungen“. Allgemein hält Gympel den Bahnhof für zu bunt, zu prunkvoll und übersät mit „kruden Mustern“.
Derzeit besitzt der Bahnhof weder ein Blindenleitsystem noch einen Aufzug. Dessen Einbau ist laut aktuellem Nahverkehrsplan auf unbestimmte Zeit nach 2021 verschoben worden. Laut Angaben der Senatsverwaltung für Verkehr vom August 2024 ist der Einbau eines Aufzuges erst nach 2030 geplant.
Seit Eröffnung des Bahnhofs können die Fahrgäste nur durch einen Zugang mit Stein- und Rolltreppen den Bahnsteig betreten, der Zugang befindet sich in Mittellage. Nach dem Brand im U-Bahnhof Deutsche Oper im Jahr 2000 ließ der Senat ein Gutachten für die Berliner U-Bahnhöfe erstellen, ob es empfehlenswert sei, weitere Zugänge zu bauen, um mehr Fluchtmöglichkeiten aus einem verrauchten Bahnhof zu schaffen. Das 2002 fertiggestellte Gutachten empfiehlt auch für den Bahnhof Paulsternstraße den Einbau eines weiteren Zugangs; allerdings werden zunächst Bahnhöfe bevorzugt, die nur an einem Bahnsteigende einen Zugang haben, beispielsweise die U-Bahnhöfe Rudow, Uhlandstraße und Theodor-Heuss-Platz. Zudem ist die Finanzierung ungeklärt.
Im März 2017 wurde bekanntgegeben, den U-Bahnhof – zusammen mit sechs weiteren der nördlichen U7 – unter Denkmalschutz zu stellen.

## Anbindung
| Linie | Verlauf |
| ----- | --- |
|       | Rathaus Spandau – Altstadt Spandau – Zitadelle – Haselhorst – Paulsternstraße – Rohrdamm – Siemensdamm – Halemweg – Jakob-Kaiser-Platz – Jungfernheide – Mierendorffplatz – Richard-Wagner-Platz – Bismarckstraße – Wilmersdorfer Straße – Adenauerplatz – Konstanzer Straße – Fehrbelliner Platz – Blissestraße – Berliner Straße – Bayerischer Platz – Eisenacher Straße – Kleistpark – Yorckstraße – Möckernbrücke – Mehringdamm – Gneisenaustraße – Südstern – Hermannplatz – Rathaus Neukölln – Karl-Marx-Straße – Neukölln – Grenzallee – Blaschkoallee – Parchimer Allee – Britz-Süd – Johannisthaler Chaussee – Lipschitzallee – Wutzkyallee – Zwickauer Damm – Rudow |

Am U-Bahnhof bestehen Umsteigemöglichkeiten von der Linie U7 zur Omnibuslinie 139 der BVG.